# Ectropothecium valentinii
Ectropothecium valentinii är en bladmossart som beskrevs av Bescherelle 1880. Ectropothecium valentinii ingår i släktet Ectropothecium och familjen Hypnaceae. Inga underarter finns listade i Catalogue of Life.